# عقد 470
عقد 470 هو عقد امتد بين 1 يناير 470 و31 ديسمبر 479 بحسب التقويم الميلادي. سبقه عقد 460 ولحقه عقد 480.

## أحداث
- انهيار الإمبراطورية الرومانية (476)

## مواليد
- قباد بن فيروز (473)
- نارسيس (478)

## وفيات
- أنثيميوس (472)
- باسيليسكيوس (476)
- جنسريق (477)
- غونتاموند (477)
- ليو الثاني (474)
- ماجنوس (475)
- أوليبريوس (472)
- تيموثاوس الثاني (477)
- ليو الأول (474)
- باسينا تورينغن (477)
- أسبار (471)

## كتب
- Yves Denis Papin (1998). Chronologie de l'histoire ancienne. Lieu de publication non identifié: Éditions Jean-paul Gisserot. ISBN:2-87747-346-5. OCLC:40746926. مؤرشف من الأصل في 2022-03-16.
- موسوعة حضارة العالم (2002) لأحمد محمد عوف.

## روابط خارجية
- تصفح سنة بسنة عقد 470 على موقع onthisday.com
- تصفح سنة بسنة عقد 470 ابتداءً من سنة عقد 470 على موقع المكتبة الوطنية الفرنسية